# Королісцкалі
Ко́ролісцкалі (груз. ყოროლისწყალი) — річка (басейн Чорного моря) в Аджарії (Грузія), північніше міста Батумі.
Бере початок на північному схилі гори Чінкадзе (1306,8 м). Протікаючи на північ від Батумі, впадає в Батумську бухту Чорного моря.
У березні 1912 року на річці Скуріцкалі (притока річки Королісцкалі) поблизу села Орто-Батум був зроблений один з найвідоміших фотопортетов С. М. Прокудіна-Горського (один з перших в історії кольорових).

## Топографічні мапи
- Аркуш карти K-37-96 Батуми. Масштаб: 1 : 100 000. (рос.) Зазначити дату випуску/стану місцевості.